# Casa donde murió Martín Lutero
La casa donde murió Martín Lutero (en alemán: Martin Luthers Sterbehaus) es un edificio histórico situado en Eisleben, Sajonia-Anhalt, Alemania, considerado durante mucho tiempo como el lugar donde murió el influyente teólogo Martín Lutero el 18 de febrero de 1546. Junto con la casa natal de Martín Lutero en Eisleben y otros lugares relacionados con Martín Lutero en Wittenberg, el edificio fue inscrito en la Lista del Patrimonio Mundial de la UNESCO en 1996. Actualmente es un museo.

## Historia
El 23 de enero de 1546, Lutero viaja de Halle a Eisleben con la misión de resolver una disputa hereditaria en la casa de Mansfeld. Esta mediación se prolonga y mientras tanto Lutero es atormentado por calambres en el pecho. Lutero anticipó su muerte muchos días antes porque cada vez sufría más ataques al corazón. El 17 de febrero de 1546 la disputa por la herencia se había resuelto por fin y en la cena de ese día Lutero comentó que por fin se acostaría a dormir en su ataúd y dejaría que los gusanos tuvieran una buena comida. El dolor en el pecho siguió empeorando y se probaron muchos medicamentos en él, pero sin éxito. Se afirma que en sus últimas horas estuvieron con él más de veinte personas, entre ellas su hijo Pablo Lutero. El teólogo Justus Jonas documentó la versión de su muerte aceptada por los seguidores de Lutero. Según esta versión, Lutero recitó oraciones, rogó al Señor que se llevara su alma y luego sus sentidos se desvanecieron. El 18 de febrero de 1546, Lutero muere a la edad de 62 años. Se supone que la razón de su muerte fue un infarto cardíaco
La cuestión de cómo murió Martín Lutero se convirtió en algo esencial para el destino de la Reforma Protestante. Se dice que un supuesto criado de Lutero, Ambrosio Kudtfeld, atestiguó en el fin del siglo, que el reformador se había ahorcado. El lugar del último descanso de Lutero se convirtió en un lugar de culto para los fieles de la religión protestante y acudían en peregrinación a la casa hasta que ésta fue prohibida en 1707.

## Restauración y reapertura
En febrero de 2013 se reabrió el edificio, tras dos años de importantes restauraciones y ampliaciones del museo que costaron 5,8 millones de euros. Una nueva exposición, "Luthers letzter Weg" (en español: el último camino de Lutero), relata ahora su fallecimiento y revela la actitud de Lutero ante la muerte. Ahora, por primera vez en la historia, los visitantes pueden explorar todas las cámaras del edificio. La nueva exposición contiene unas 110 piezas, entre las que se encuentran muebles históricos, documentos y firmas, así como el paño original que cubría el ataúd de Lutero.
Desgraciadamente, en 2013 se supo que en 1726 el cronista Eusibius Francke confundió el emplazamiento de las casas de Barthel Drachstedt y de su padre, el Dr. Philipp Drachstedt. La consecuencia de este error fue que en 1862 la ciudad de Eisleben se hizo cargo de la casa "falsa". En 1892 la casa fue reconstruida casi por completo para reflejar lo que se creía que era su aspecto en el momento de la muerte de Lutero, incluso hasta una reconstrucción de la supuesta habitación de su muerte.
Ahora se sabe que, en realidad, Lutero murió en una casa en Am Markt 56, que actualmente ocupa el "Hotel Graf Mansfeld".
Este error es bastante desafortunado, ya que se ha invertido una considerable suma de dinero en la construcción del Museo de Lutero "Sterbe Haus" en lo que ahora se sabe que es el lugar equivocado. A su vez, el Hotel Graf Mansfeld no desea convertirse en un museo ni en un lugar de peregrinación. Por otra parte, los protestantes no le instan a convertirse en uno, y no hay mucha disputa al respecto.[cita requerida]

## Museo
De noviembre a marzo, el museo está abierto de martes a domingo (el lunes está cerrado), de 10 a 17 horas. De abril a octubre, el museo está abierto todos los días de la semana, de 10:00 a 18:00 horas.